# Bridge of Gaur

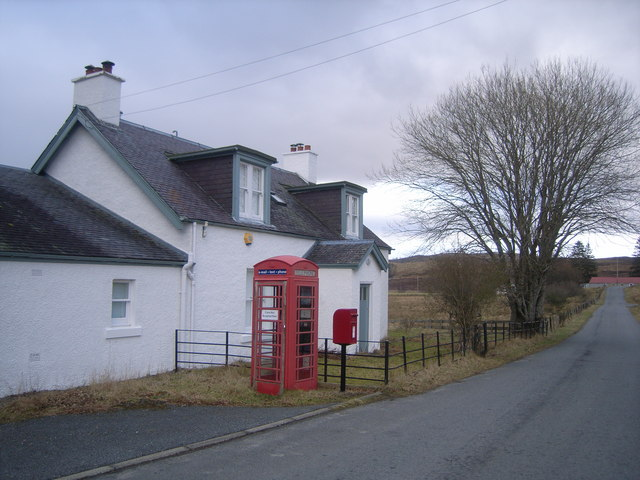
Die ehemalige Post im Ort

Bridge of Gaur ist eine kleine Ortschaft, die im Norden von Schottland zwischen Inverness im Norden und Perth im Südosten in der Region Perth and Kinross liegt. Im Rahmen der historischen Gliederung Schottlands in Civil Parishes zählt es zu Fortingall, das zu Perthshire gehörte.

## Geographie
Bridge of Gaur liegt südöstlich einer Brücke, die über den Fluss Gaur, kurz vor dessen Mündung in See Loch Rannoch führt.

## Historisches
Der Ort entstand im Zusammenhang mit der Errichtung einer Kaserne, die nach dem Jakobitenaufstand von 1715 erbaut worden war, um die Highlands militärisch kontrollieren zu können. Der lokale Grundherr, der 13. Chef des Clans Robertson, galt als ausgewisenener Unterstützer der Jakobiten. Zunächst, und bis in die Mitte des 19. Jahrhunderts, hieß die Ortschaft Georgetown. Eine ursprünglich errichtete Schule existiert nicht mehr. Der Name der Kaserne, Rannoch Barracks, blieb erhalten, wird aber seit dem 19. Jahrhundert als Verwaltungsgebäude eines Großgrundbesitzers genutzt. Zu diesem Zeitpunkt umfasste die Siedlung etwa 25 Häuser, wurde dann im Zuge der Highland Clearances aber deutlich verkleinert.
Die oben genannte Brücke wurde 1971 in die schottische Denkmalliste in der zweithöchsten Kategorie B aufgenommen.